# Alejandro García Casañas
Alejandro García Casañas, meglio noto come Álex García (Barcellona, 14 gennaio 1970), è un allenatore di calcio, dirigente sportivo ed ex calciatore spagnolo, di ruolo difensore.

## Carriera

### Allenatore
Ritirato dall'attività agonistica a soli 31 anni, ha poi lavorato nel settore giovanile del Barcellona. Il 1º giugno 2011 diventa l'allenatore della Dinamo Tbilisi, da cui viene esonerato il 30 gennaio 2012. Il 24 novembre 2014 sostituisce Miquel Olmo sulla panchina del Sabadell, dimettendosi dall'incarico il 5 febbraio 2015, in seguito all'eliminazione dalla Copa Catalunya.
Trascorre poi 6 anni come direttore degli osservatori del Barcellona; il 24 gennaio 2022 entra nello staff tecnico di García Pimienta al Las Palmas, con cui conquista la promozione in Primera División, ottenendo il rinnovo contrattuale.
Dopo aver annunciato l'addio al club gialloblù, segue García Pimienta anche al Siviglia.